# 제시카 초봇
제시카 초봇(Jessica Chobot, 본명: 제시카 린 혼, Jessica Lynn Horn, 1977년 7월 7일 ~ )은 미국의 카메라 진행자이자 작가이다. 그녀는 IGN의 쇼인 IGN 스트래터자이즈와 위클리 우드를 진행했으며, 이 쇼는 엑스박스 라이브에서도 방영된다. 이전에는 IGN 데일리 픽스의 진행자로 일했다. 2013년부터 그녀는 너디스트 인더스트리스의 너디스트 뉴스 및 너디스트 뉴스 토크스 백의 주요 진행자였다. 2014년에는 비자르 스테이츠(Bizarre States)라는 자신의 팟캐스트를 시작했다. 그녀는 2019년 8월 5일에 너디스트를 떠났다. 그녀는 익스페디션 X라는 리얼리티 TV 시리즈에 출연했다.

## 어린 시절
제시카 린 혼은 버펄로 (뉴욕주)에서 태어나 노바이에서 자랐다. 그녀의 가족은 어린 시절 자주 마을을 옮겨 다녔다. 고등학교에 입학하기 전까지 그녀는 동해안과 중서부의 여러 곳에서 살았다.

## 경력
초봇은 2005년 코타쿠가 그녀가 소니 PSP를 핥는 사진을 온라인에 게시하면서 유명해졌다. 이 사진은 그 이후로 널리 패러디되었으며, 심지어 소니 브랜드 광고에도 등장했다.
2006년, 초봇은 IGN.com에 정식 고용되어 현재도 방영 중인 네트워크의 IGN 위클리 쇼 진행을 맡았다. 그녀의 코너에는 스탠드업 소개와 "길거리 인터뷰" 코너가 포함되었다. 2009년부터 2011년까지 초봇은 IGN 데일리 픽스라는 일일 쇼를 진행했으며, 첫 에피소드는 2009년 3월 23일에 방영되었다. 또한 그녀는 IGN에 칼럼, 특집 기사, 리뷰, 블로그 게시물과 같은 콘텐츠를 기고했다. 초봇은 FHM UK, 마니아닷컴의 전 기고자이며, G4의 필터 및 어택 오브 더 쇼!에 여러 차례 출연했다. 그녀는 또한 퓨얼 TV의 더 데일리 해빗에서 비디오 게임 미리 보기 코너를 진행했으며, 라이프스쿨 TV의 게이머스 도조의 공동 진행자였다. 그녀는 또한 맥심 라디오에 주간 게스트로 출연하여 매주 월요일 한 시간 동안 시청자 질문에 답변한다. 초봇과 라이언 던은 프로빙 그라운드에 출연했는데, 이 프로그램은 2011년 6월 20일 제작 종료 후 던이 자동차 사고로 사망하면서 방영 주기가 중단되었다. 이 프로그램은 2011년 7월 19일부터 다시 방영되기 시작하여 한 달간 방영이 중단되었다가 재개되었다.
초봇은 ADV의 애니메이션 네트워크 온디맨드 케이블 채널 광고에 출연했으며, 심비오트 스튜디오 토이 컴퍼니의 두 가지 한정판 애니메이션 스타일 조각품에 자신의 모습을 빌려주었다. 또한 J!NX 여성 게이머 의류 라인의 모델로도 활동했다. 2006년부터 2007년까지 그녀는 트론의 작가/감독/제작자인 스티븐 리스버거와 함께 소울 코드의 공상 과학 각본을 공동 집필했다.
현재 협업 중인 프로젝트로는 심비오트 스튜디오와 개발 중인 애니메이션 스타일 수집용 피규어, 지이엔엑스닷컴 여성 의류 라인 대표 등이 있다.
초봇은 또한 맥심을 위해 "Ask Jess, Dammit!" 블로그를 작성하고 있다. 그녀는 AskMen 잡지에 의해 2008년 가장 매력적인 여성 88위에 선정되었고 비즈니스 펀딧에 의해 2009년 가장 섹시한 비즈니스 여성 14위에 선정되었다. 초봇은 또한 인사이드 엑스박스에서 IGN 스트래터자이즈라는 주간 쇼를 진행한다. 2011년, 초봇은 2011년 Askmen의 상위 99인 설문조사에서 57위를 차지했다.
초봇은 2012년 비디오 게임 매스 이펙트 3의 주인공 셰퍼드 사령관의 잠재적인 로맨스 상대이자 그녀를 모델로 한 논플레이어 캐릭터인 뉴스 리포터 다이애나 올러스의 목소리를 연기했다. 초봇은 2012년 1월 G4에서 이 게임의 미리보기를 진행했지만, 초봇과 당시 그녀가 일하던 미디어 조직들은 그녀가 어떤 공식적인 자격으로도 이 게임을 리뷰하지 않을 것이라고 밝혔다. 매스 이펙트 3 캐스트 멤버로서 그녀의 참여에 대한 미디어 반응은 엇갈렸다. 게임스팟의 케빈 밴오드는 그녀의 출연이 "창의적인 재능의 결합이라기보다는 계산된 마케팅 술책처럼 보인다"고 평했다. 디 이스케이피스트의 데니스 스키메카는 많은 사람들이 비디오 게임 저널리즘 분야에서 중복되는 역할을 맡고 있다는 점을 인정하면서도, 저널리스트, 호스트, 엔터테이너의 역할 사이에 중요한 구별이 필요하다는 견해를 취했다. 논란에 대한 회고록에서 초봇은 언론에서 자신에 대해 쓰는 사람들이 자신의 입장을 물어본 적이 없다고 언급했다. 초봇은 자신이 저널리스트라고 생각한 적이 없는 온스크린 인물이며, 바이오웨어는 그녀에게 어떤 대가도 요구한 적이 없다고 주장했다.
2013년 11월 4일, 초봇은 너디스트닷컴에서 주 5일 방영되는 너디한 대중문화 업데이트에 초점을 맞춘 뉴스 쇼인 너디스트 뉴스의 주요 진행자로 활동하기 시작했다. 초봇은 좀비 스튜디오의 생존 공포 비디오 게임인 데이라이트의 작가로 활동했다. 이 게임은 2014년 4월 29일에 출시되었다. 2014년 6월 26일, 초봇은 기이하고 초자연적인 현상을 다루는 자신의 팟캐스트인 비자르 스테이츠를 시작했다. 이 쇼는 너디스트 인더스트리스의 동료 직원인 앤드루 바우저와 공동 진행하며, 가끔 게스트를 초대한다.
2015년, 초봇은 로봇 전투 게임 쇼인 배틀봇의 부활한 6번째 시리즈에서 참가자 인터뷰를 진행했고, 레인폴 필름이 제작한 짧은 팬 영화 메트로이드: 더 스카이 콜스에서 사무스 아란 역을 맡았다. 이 역할은 아메리카 영이라는 다른 여배우와 공유했다.
2019년 8월 5일, 초봇은 트위터를 통해 6년간 몸담았던 너디스트를 떠난다고 발표했다.
초봇은 2020년 2월 12일 디스커버리 채널에서 첫 방영된 익스페디션 X에 시즌 1부터 7까지 출연했지만, 시즌 8에는 복귀하지 않았다.

## 개인 생활
그녀는 2006년 이전 결혼에서 이혼했지만 초봇이라는 성을 유지했다.
2011년 8월 21일, 초봇은 블레어 허터와 약혼했으며 2012년 2월 18일에 결혼했다. 그들은 2013년 3월 6일에 첫 아이를 낳았다. 가족은 현재 네덜란드에 거주하고 있으며, 허터가 G4를 떠나 팀 리퀴드에 합류한 후 2022년에 이사했다.